# Voloșîne, Armeansk
Voloșîne (în ucraineană Волошине) este un sat în comuna Suvorove din orașul regional Armeansk, Republica Autonomă Crimeea, Ucraina.

## Demografie
Componența lingvistică a localității Voloșîne
     Rusă (71,43%)
     Tătară crimeeană (14,29%)
     Ucraineană (10,32%)
Conform recensământului din 2001, majoritatea populației localității Voloșîne era vorbitoare de rusă (71,43%), existând în minoritate și vorbitori de tătară crimeeană (14,29%) și ucraineană (10,32%).